# BMW V12 LMR
La BMW V12 LMR è una vettura sport-prototipo costruita secondo la normativa ACO categoria LMP, per gareggiare nella celebre 24 Ore di Le Mans, gara che ha vinto nel 1999.

## Storia
La LMR viene concepita e realizzata nel 1999 dalla Williams F1 in stretta collaborazione con la BMW: questa partnership, già attiva a fine anni 90, è il preludio dell'accordo che le vedrà insieme per cinque anni in Formula 1. Si tratta della seconda vettura sport frutto di questa collaborazione, che va a sostituire la precedente BMW V12 LM del 1998, di cui ne furono schierati due esemplari alla 24 Ore di Le Mans 1998: entrambi dovettero abbandonare la corsa nelle prime ore, per dei cuscinetti ruota difettosi.

## Tecnica

### Motore

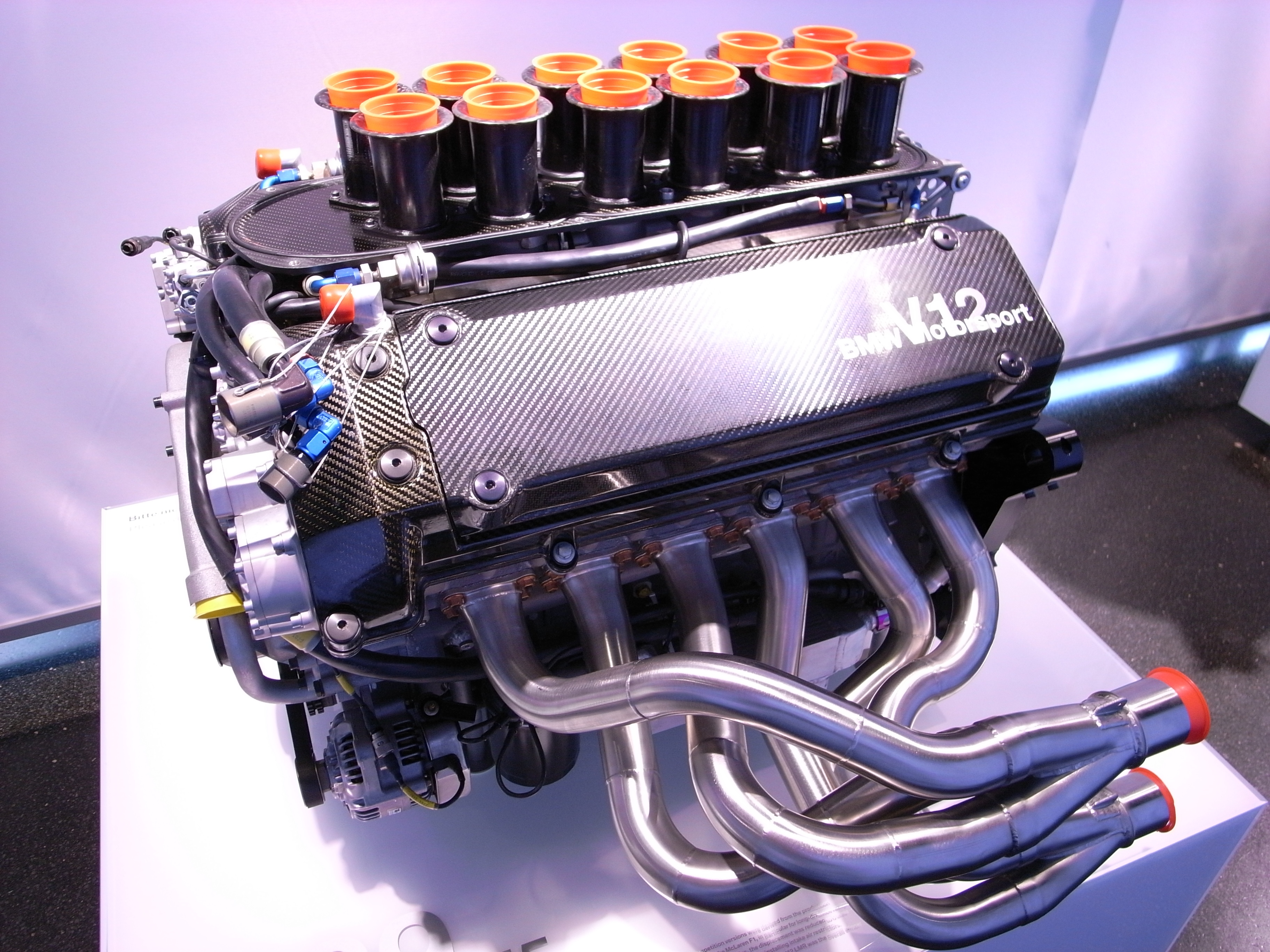
Il motore BMW P75

Questo prototipo è spinto da un motore V12 BMW S70/3 con angolo tra le bancate di 60°, collocato in posizione posteriore longitudinale centrale, sia il monoblocco che le testate sono realizzati in alluminio, ha una cilindrata di 5.990 cm³, l'alesaggio è di 86 mm mentre la corsa è di 85,9 mm, il rapporto di compressione è di 11.0:1, due alberi a camme per testata azionano 4 valvole per cilindro. Per regolamento è dotato di flange sui condotti di aspirazione che limitano la potenza a circa 600 CV a 6500 giri/min e la coppia motrice tocca i 678 Nm.

### Telaio
La BMW V12 LMR dispone di un telaio monoscocca realizzato in fibra di carbonio e in pannelli di alluminio a nido d'ape, collegato al gruppo motore-trasmissione posteriore longitudinale che svolge anche funzione portante per le sospensioni posteriori. La carrozzeria è anch'essa in fibra di carbonio.
Le sospensioni sono del tipo indipendenti, sia all'avantreno e che al retrotreno hanno uno schema a triangoli oscillanti sovrapposti con puntoni diagonali (push rod) collegati a molle elicoidali e ammortizzatori con barre antirollio regolabili, lo sterzo a cremagliera e servoassistito elettricamente, monta pneumatici Michelin su cerchi OZ Racing da 18" di diametro.
L'impianto frenante fornito dalla Hitco è composto da freni a disco in materiale carbo-ceramico del diametro di 380 mm all'anteriore e di 355 mm al posteriore con pinze freno a 6 pompanti.

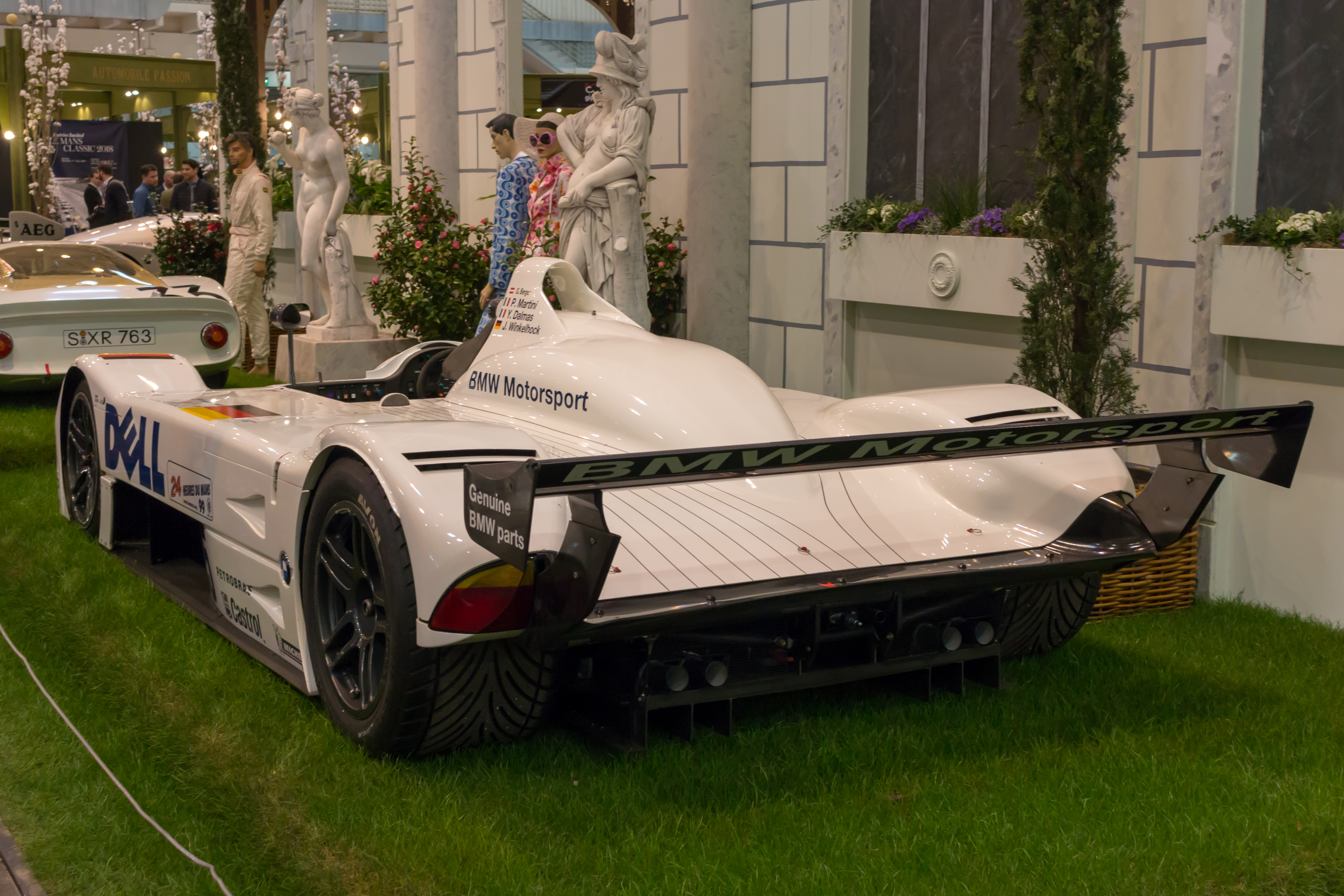
Vista posteriore

Monta una trasmissione di tipo sequenziale a 6 rapporti più retromarcia realizzata dalla Xtrac; la vettura dispone di una larga e sottile piastra di zavorra collocata sotto l'abitacolo che permette di raggiungere il peso minimo regolamentare di 900 kg. La capacità del serbatoio carburante è di 90 litri.

### Aerodinamica
La LMR è una sport aperta concepita appositamente per il Circuit de la Sarthe (caratterizzato da lunghi rettilinei e curve veloci), quindi con valori di deportanza e resistenza aerodinamica relativamente ridotti. Il fondo vettura, che per regolamento è completamente piatto nella zona compresa tra i due assi, dispone comunque di un diffusore collocato sotto il cofano anteriore e di un secondo diffusore in coda, inoltre sono presenti degli estrattori laterali sulle fiancate dietro le ruote direzionali, questi elementi aerodinamici generano effetto suolo e gran parte del carico aerodinamico complessivo del prototipo.

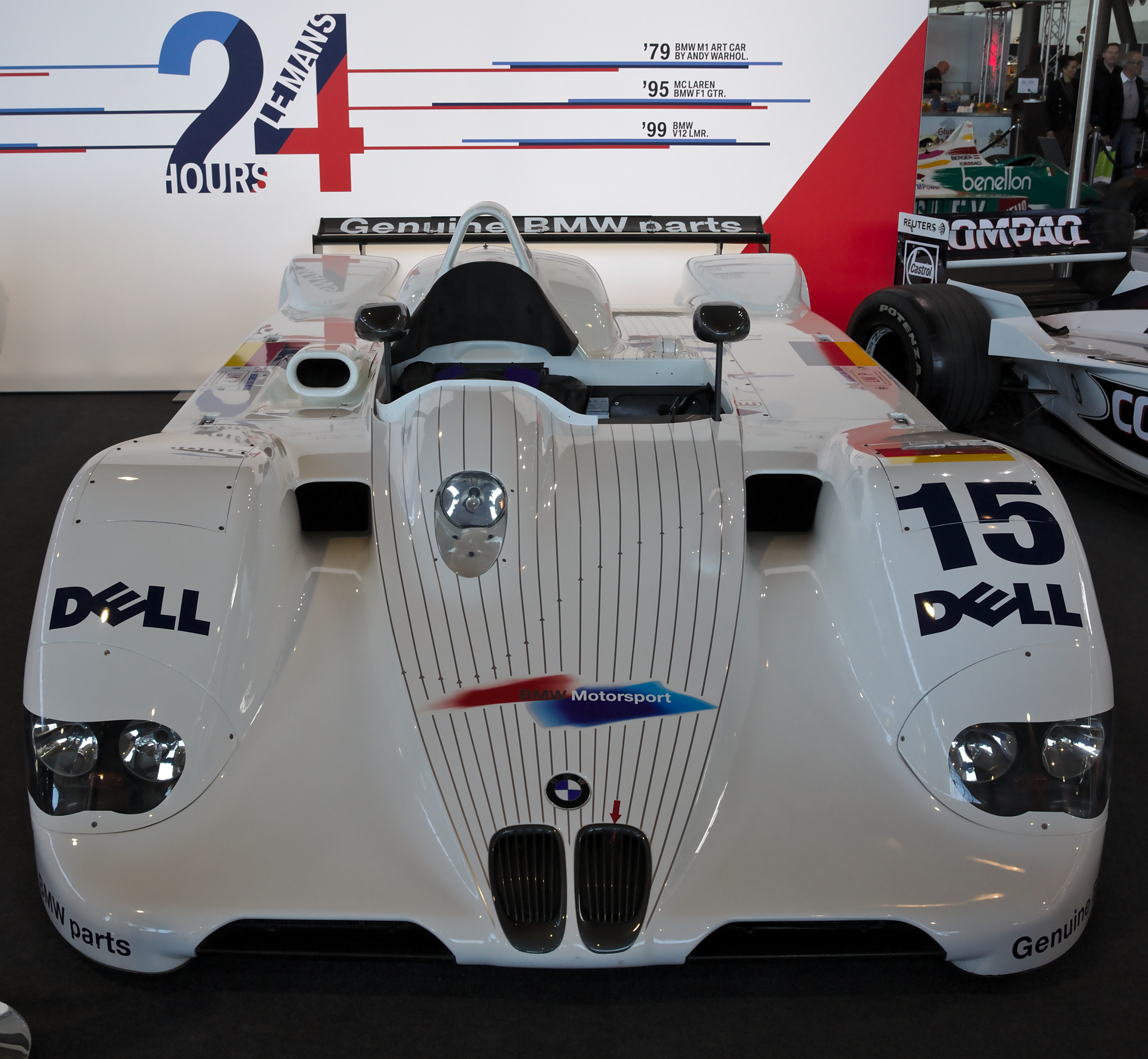
Dettagli del frontale

Per ridurre ulteriormente la resistenza all'avanzamento si ridimensionarono le prese d'aria di raffreddamento del motore poste sulla carrozzeria, la cui funzione fu invece svolta incanalando verso i radiatori il flusso d'aria in uscita dal diffusore anteriore: tale scelta tecnica impone però di rialzare l'assetto anteriore dell'auto in caso di elevate temperature dell'asfalto. A differenza di molti prototipi contemporanei, monta un singolo rollbar a protezione del capo del pilota (soluzione nata sfruttando un'interpretazione regolamentare ai limiti del consentito e che la concorrenza si affrettò a copiare), inoltre al retrotreno, l'alettone è posizionato molto in basso, due accorgimenti che contribuiscono ad una minore resistenza aerodinamica. Nelle qualifiche della 24 Ore di Le Mans 1999, la LMR registrò una velocità di punta di 342 km/h, una delle più alte fra le vetture dotate di carrozzeria aperta.

## Risultati sportivi
Il nuovo prototipo debutta vincendo la 12 Ore di Sebring del 1999, gara disputata come sorta di test in vista di Le Mans, si tratta della prima gara del campionato ALMS a cui la BMW partecipa.

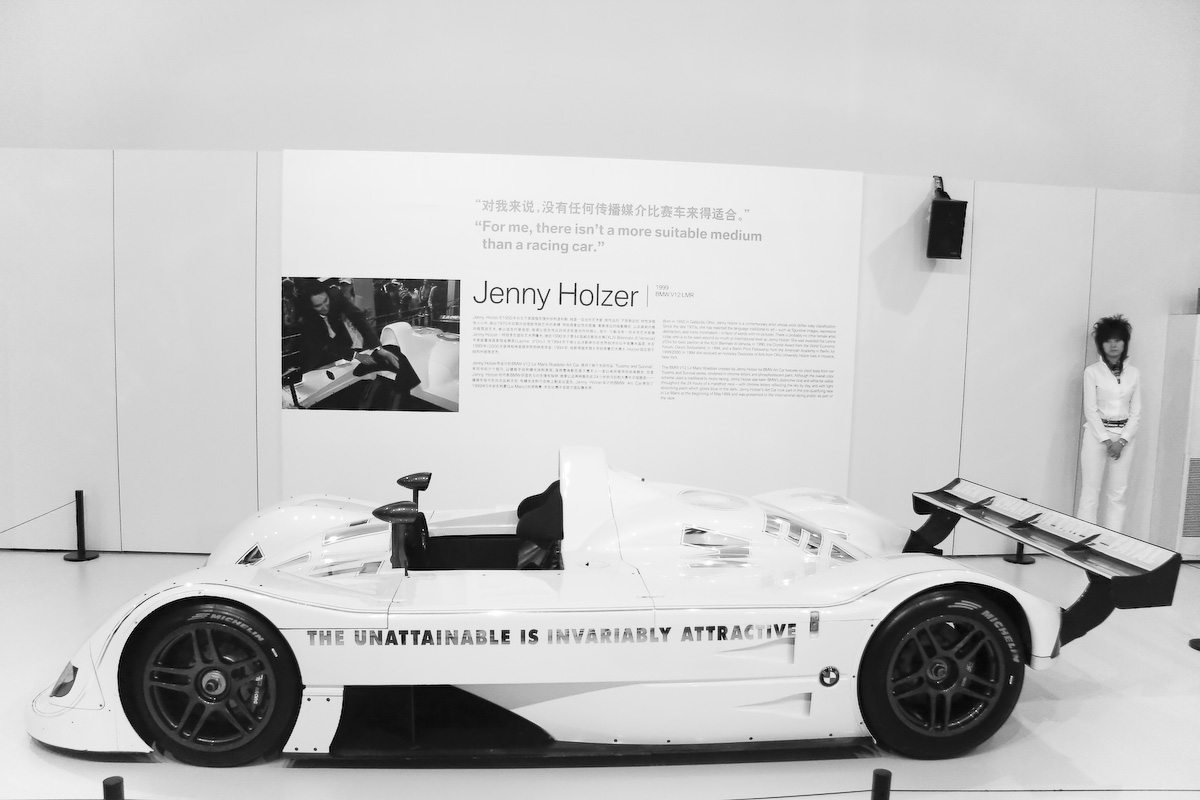
Vista laterale della V12 LMR Art Car di Holzer

Dopo la Le Mans 1998, la BMW si prepara per la gara del 1999, una delle edizioni più competitive visto l'elevato numero di case ufficiali partecipanti. Durante la corsa si susseguono eventi sportivi anche drammatici come i decolli delle Mercedes-Benz CLR sui dossi e le forature che subiscono le Toyota GT-One in pieno rettilineo. Tutti questi incidenti consentono alle BMW di guadagnare la testa della classifica e di amministrare la corsa, ma a 4 ore dal termine, l'ennesimo colpo di scena, mentre JJ Lehto alla guida della V12 LMR occupa la prima posizione, esce di pista per il bloccaggio dell'acceleratore, rimasto aperto da un elemento della sospensione staccatosi ed è costretto al ritiro. L'altra sport bavarese divenuta leader della corsa, dà vita ad un testa a testa con la Toyota in rimonta, ma Pierluigi Martini guidando con accortezza riesce a respingere anche l'ultimo assalto della Toyota (l'ultima rimasta su 3, quella con equipaggio totalmente giapponese, che inoltre commise l'errore di non cambiare pneumatici) e la BMW V12 LMR vince la 24 Ore, con lui sul gradino più alto del podio anche Yannick Dalmas e Joachim Winkelhock.
In America la BMW continua a vincere diverse gare, ma la squadra per una parte della stagione rientra in Europa non disputando due gare di campionato ALMS, alla fine il titolo costruttori sfugge proprio per una manciata di punti dovuti a questa assenza, andando alla Panoz Spyder.
Nel 2000 la BMW non partecipa alla 24 Ore di Le Mans, ritenendosi già soddisfatta per l'obiettivo centrato l'anno prima e non concede nemmeno le sue vincenti barchette ai team privati; decide invece di dedicarsi al campionato ALMS, dove però viene sopravanzata dalla più veloce Audi R8 Sport che vincerà il titolo; con la fine del campionato termina anche l'avventura agonistica delle sport bavaresi.